# Józef Wybicki
Józef Rufin Wybicki (Groß Bendomin bij Berent, nu Nowa Karczma, Koninklijk Pruisen, 29 september 1747 – Manieczki, 19 maart 1822) was een Pools jurist en dichter.
Wybicki componeerde Mazurek Dąbrowskiego dat in 1927 als het Poolse volkslied werd geadopteerd.
- Bibliothèque nationale de France: cb121812571 (data)
- Gemeinsame Normdatei: 119383438
- International Standard Name Identifier: 0000 0001 0902 1893
- Library of Congress Control Number: n50041632
- MusicBrainz: 4d7dcf97-a20b-4faf-b5ea-27f6c138d18c
- Nationale Bibliotheek van Tsjechië: osa2009530807
- Nationale Bibliotheek van Israël: 987007274123805171
- Nederlandse Thesaurus van Auteursnamen: 073014273
- Système universitaire de documentation: 030388155
- Virtual International Authority File: 54191372
- WorldCat: E39PBJwHcYF3xRx4wY7mJKM773